# Тодор Иванов (Скопие)
Вижте пояснителната страница за други личности с името Тодор Иванов.
Тодор Иванов е български революционер, деец на Вътрешната македоно-одринска революционна организация.

## Биография
Тодор Иванов е роден в 1882 година в град Скопие, тогава в Османската империя. Присъединява се към ВМОРО и е четник на Петър Радев – Пашата от 1905 година и на Пеню Шиваров, както и на Димитър Кирлиев на два пъти през 1907 година.